# Kościół w Muzeum Budownictwa Ludowego w Olsztynku
Kościół w Muzeum Budownictwa Ludowego w Olsztynku – kopia kościoła ewangelickiego wzniesionego w latach 1712–1714 znajdującego się we wsi Rychnowo, w województwie warmińsko-mazurskim. W latach 1938–1942 została przeniesiona do Muzeum Budownictwa Ludowego w Olsztynku.
Świątynia została wybudowana w latach 1910–1913 w Królewcu. Jest to budowla drewniana. Do jej budowy użyto bali sosnowych łączonych na jaskółczy ogon. Zrąb budowli
jest oparty na podmurówce z kamieni polnych. kościół został zbudowany na planie ośmiokąta. Przy ścianie południowej znajduje się niewielka kruchta, a przy ścianie północnej zakrystia. Dach świątyni jest ośmiospadowy i poszyty trzciną. Wyposażenie kościoła jest repliką oryginalnego wnętrza. Na stropie są umieszczone polichromie przedstawiające Kuszenie Adama w Raju. Na ścianach znajdują się wizerunki 11 Apostołów, na drzwiach wejściowych jest przedstawiony Święty Piotr, z kolei za ołtarzem jest namalowany wizerunek Marcina Lutra. Posadzka jest wykonana z płasko ułożonych cegieł. Ołtarz datowany na 1662 rok został wykonany przez Wenceslausa Paritusa i pochodzi z rozebranej w 1894 roku drewnianej świątyni w Różyńsku Wielkim. W centralnej części ołtarza jest umieszczony obraz namalowany farbą olejną przedstawiający Chrystusa Ukrzyżowanego. Świątynia posiada także polichromowaną ambonę i chór. Ławki dworskie są oddzielone od ławek wiernych i są umieszczone z boku ołtarza.